# DeAndrea Gist Benjamin
DeAndrea Gist Benjamin (de soltera DeAndrea Donale Gist) (Columbia, Carolina del Sur,4 de octubre de 1972) es una abogada estadounidense que trabaja como jueza de circuito de los Estados Unidos del Tribunal de Apelaciones para el Cuarto Circuito judicial. 

## Trayectoria
DeAndrea Gist Benjamin se graduó en 1990 en la escuela secundaria de Columbia  y obtuvo una licenciatura en Artes de la Universidad de Winthrop en 1994 además de un Doctorado en Derecho de la Facultad de Derecho de la Universidad de Carolina del Sur en 1997. Entre 1997 y 1998, trabajó como asistente legal del juez L. Casey Manning del quinto circuito judicial del Tribunal de Circuito de Carolina del Sur. Después en  1998 y 1999, fue procuradora adjunta en la División de Tribunales de Menores y Familia de la Procuraduría del Quinto Circuito Judicial. De 1999 a 2001, trabajo como fiscal general adjunta en la Oficina del Fiscal General de Carolina del Sur y trabajó en el bufete de abogados Gist desde 2001 hasta 2011. En 2001, el gobernador Jim Hodges nombró a DeAndrea Gist Benjamin a la Junta de Libertad Condicional Juvenil, donde sirvió desde julio de 2001 hasta junio de 2004.
De 2004 a 2011 fue jueza de la ciudad de Columbia. En febrero de 2010, Benjamin presentó una candidatura fallida para un puesto en el tribunal de familia (Tribunal de Familia del Quinto Circuito Judicial, Asiento 1).  Fue designada para servir como juez del Tribunal de Circuito de Carolina del Sur para el quinto distrito en 2011.
En 2021, perdió una candidatura al Tribunal de Apelaciones de Carolina del Sur, en cambio la legislatura eligió al entonces juez del tribunal de familia Jay Vinson de Florence en una votación de 94 a 63.

### Su Servicio judicial federal
El 9 de agosto de 2022, el presidente Joe Biden anunció su intención de nominar a Benjamin para servir como jueza federal de los Estados Unidos para el Cuarto Circuito. El 6 de septiembre de 2022, su nominación fue enviada al Senado. El presidente Biden nominó a Benjamin para ocupar el puesto que dejó vacante el juez Henry F. Floyd, quien asumió el estatus de juez sénior el 31 de diciembre de 2021. Jim Clyburn, líder de la mayoría en la Cámara, recomendó a Benjamin para la vacante.
El 15 de noviembre de 2022 se celebró una audiencia sobre su nominación ante el Comité Judicial del Senado. Durante su audiencia de confirmación, los senadores republicanos cuestionaron sus decisiones de conceder libertad bajo fianza y liberación anticipada a los acusados. El 8 de diciembre de 2022, el comité informó favorablemente su nominación por una votación de 13 a 9. El 3 de enero de 2023, su nominación fue devuelta al Presidente de conformidad con la Regla XXXI, Párrafo 6 del Senado de los Estados Unidos;fue nominada nuevamente más tarde ese mismo día. El 2 de febrero de 2023, el comité informó favorablemente su nominación por una votación de 12 a 8. El líder de la mayoría, Chuck Schumer, presentó la declaración de clausura de su nominación. El 7 de febrero de 2023, el Senado invocó la clausura de su nominación por una votación de 54 a 43. El 9 de febrero de 2023, su nominación fue confirmada por 53 votos a favor y 44 en contra.
Recibió su comisión judicial el 21 de febrero de 2023 convirtiéndose en la segunda mujer afroamericana en servir en el Cuarto Circuito,  y la primera mujer afroamericana de Carolina del Sur en servir en el Cuarto Circuito.
En diciembre de 2013, el hermano de Benjamin, Donald Gist Jr., fue asesinado a tiros en el estacionamiento de una tienda Queens Mini-Mart en Charlotte, Carolina del Norte.